# Classic Grand Besançon Doubs 2025
De vijfde editie van de wielerwedstrijd Classic Grand Besançon Doubs vond plaats op 18 april 2025. De 115 deelnemers startten in Besançon en finishten 168,65 kilometer later in Montfaucon. De wedstrijd maakte deel uit van de UCI Europe Tour, met de categorie 1.1, en de Coupe de France. De Fransman Guillaume Martin, voor de Spanjaard José Manuel Díaz en de eveneens Franse Clément Berthet.

## Uitslag
| Plaats  | Naam                | Ploeg                             | Tijd     |
| ------- | ------------------- | --------------------------------- | -------- |
| Winnaar | Guillaume Martin    | Groupama-FDJ                      | 4u07'28" |
| 2       | José Manuel Díaz    | Burgos Burpellet BH               | + 6"     |
| 3       | Clément Berthet     | Decathlon AG2R La Mondiale        | + 8"     |
| 4       | Jordan Jegat        | TotalEnergies                     | + 13"    |
| 5       | Adrien Maire        | Unibet Tietema Rockets            | + 20"    |
| 6       | Sylvain Moniquet    | Cofidis                           | z.t.     |
| 7       | Iván Cobo           | Kern Pharma                       | z.t.     |
| 8       | Clément Braz Afonso | Groupama-FDJ                      | + 21"    |
| 9       | Cristián Rodríguez  | Arkéa-B&B Hotels                  | z.t.     |
| 10      | Nicolas Breuillard  | St Michel-Preference Home-Auber93 | z.t.     |
| 11      | Iker Mintegi        | Euskaltel-Euskadi                 | + 23"    |
| 12      | Emanuel Buchmann    | Cofidis                           | z.t.     |
| 13      | Anton Schiffer      | Bike Aid                          | z.t.     |
| 14      | Sebastian Berwick   | Caja Rural-Seguros RGA            | + 36"    |
| 15      | Rémi Capron         | Van Rysel Roubaix                 | + 45"    |
| 16      | Floris De Tier      | Wagner Bazin WB                   | z.t.     |
| 17      | Jon Agirre          | Euskaltel-Euskadi                 | + 47"    |
| 18      | Axel Mariault       | CIC-U-Nantes                      | z.t.     |
| 19      | Yaël Joalland       | CIC-U-Nantes                      | z.t.     |
| 20      | Jesús Herrada       | Cofidis                           | z.t.     |
|         |                     |                                   |          |
| 40      | Tijmen Graat        | Visma \| Lease a Bike             | + 1'54"  |

2021 · 2022 · 2023 · 2024 · 2025